# Abeking & Rasmussen

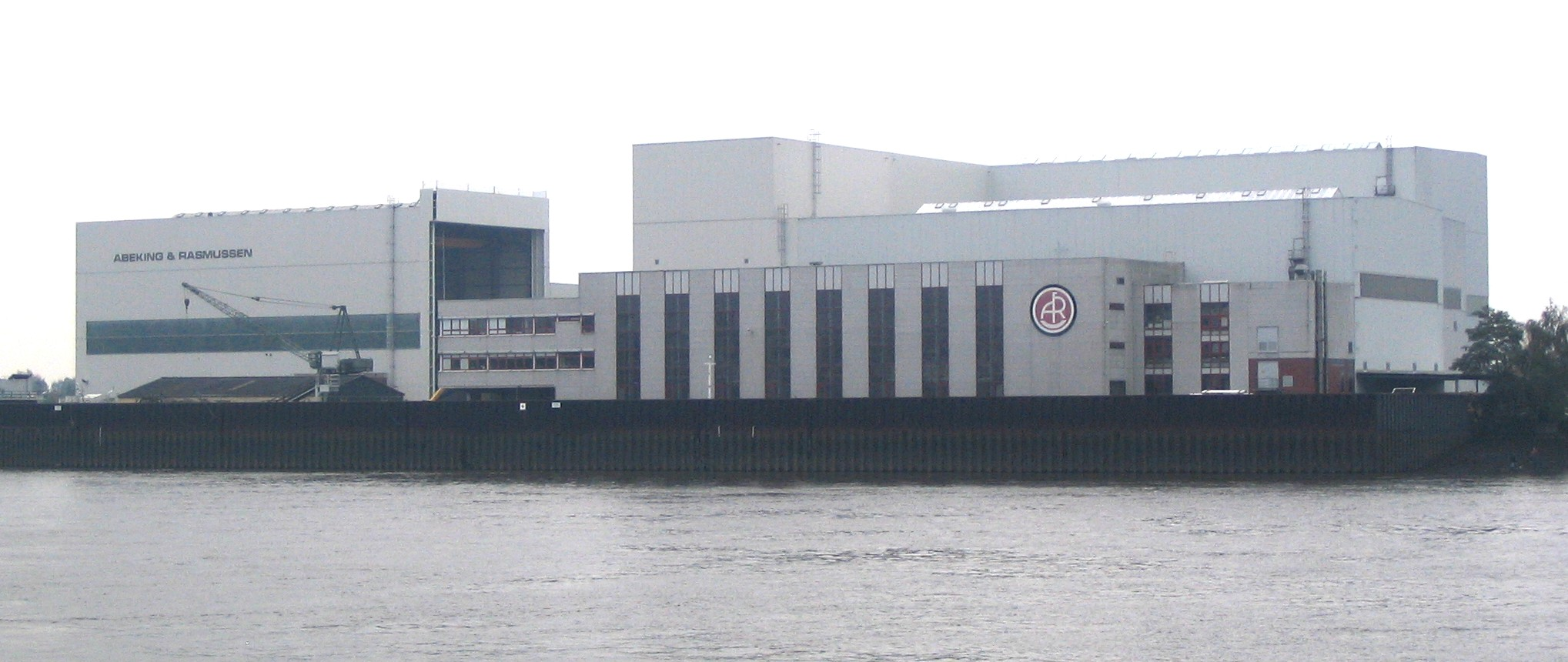
Abeking & Rasmussen

Abeking & Rasmussen är en tysk båttillverkare och skeppsvarv beläget i Lemwerder i Niedersachsen vid floden Weser. Företaget grundades 1907 av Georg Abeking och Henry Rasmussen och tillverkar såväl yachter som kommersiella och militära fartyg, exempelvis minröjningsfartyg och patrullbåtar.